# Aagje Deken
Aagje Deken, de nom de naixement Agatha Deken, (Nieuwer-Amstel, 10 de desembre de 1741 - La Haia, 14 de novembre de 1804) fou una escriptora neerlandesa. Va passar la infantesa a un orfenat, perquè els seus pares moren l'any 1745. Posteriorment estarà al servei de la poetessa Maria Bosch fins a la seva mort, l'any 1773. Juntes escriuen el volum anomenat Stichtelijke gedichten (Poesies edificants). L'any 1777 viu amb la vídua Betje Wolff-Bekker i juntes publiquen una novel·la epistolar de gran èxit anomenada De Historie van mejuffrouw Sara Burgerhart (La història de la senyora Burgerhart), l'any 1782. Les dues amigues van marxar cap a França l'any 1787 descontentes amb la derrota de la revolta dels “Patriotes neerlandesos”. El 1797 tornen a Holanda per les dificultats financeres que viuen.